# Škoda Fabia RS Rally2
La Škoda Fabia RS Rally2 è una autovettura da rally progettata dalla casa automobilistica ceca Škoda, che partecipa alle competizioni dal 2022.

## Storia e tecnica

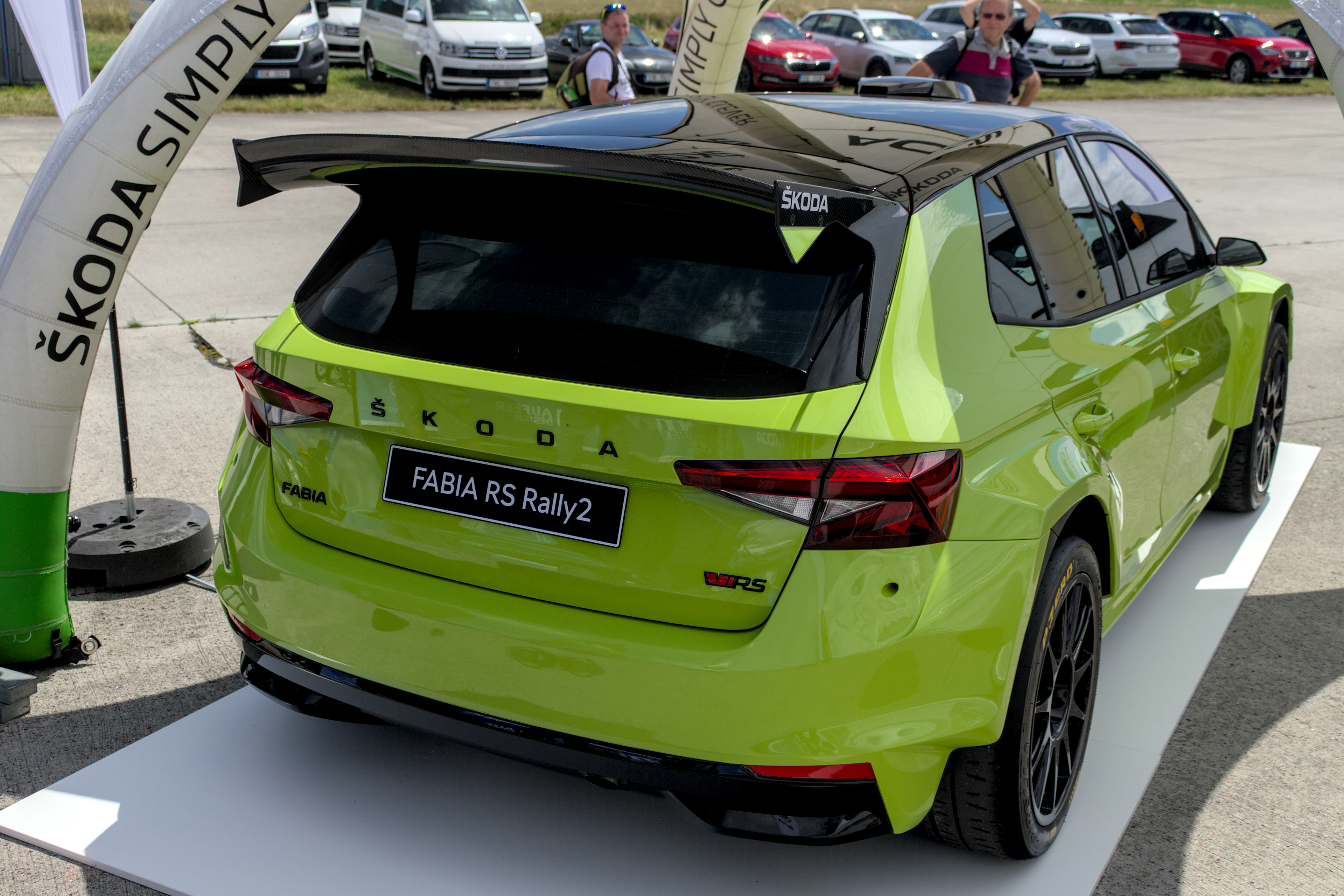
Retro di una Fabia RS Rally2

La Fabia R5 è costruita sulla base della Škoda Fabia VI serie, ed è una vettura da rally appartenente alla classe Rally2, prodotta dal reparto sportivo della casa, la Škoda Motorsport in sostituzione della Škoda Fabia R5/Rally2 evo.
Il motore è un turbo a quattro cilindri con una cilindrata di 1600 cm³, la trazione è integrale ed è dotata di un cambio sequenziale a 5 rapporti. La vettura viene impiegata nelle competizioni come il Campionato Europeo Rally, nel campionato WRC-2 e nel Campionato tedesco di Rally.
Presentata come prototipo il 14 giugno 2022 in occasione di una presentazione presso la sede di Škoda a Mlada Boleslav in Repubblica Ceca, quattro importanti piloti hanno contribuito a sviluppare la Fabia RS Rally2, il norvegese Andreas Mikkelsen, il britannico Kris Meeke, il ceco Jan Kopecký e il finlandese Emil Lindholm. L'auto è stata sviluppata, collaudata e testata su varie superfici come ghiaia, neve e asfalto e in località come Finlandia, Spagna, Francia e Italia.
La vettura ha debuttato ufficialmente agli inizi di luglio 2022 durante il rally di Boemia, correndo fuori classifica. La Prima vittoria è arrivata ai primi di novembre dello stesso anno, al Lausitz Rallye.

## Scheda tecnica
| Caratteristiche tecniche - Škoda Fabia RS Rally2    | Caratteristiche tecniche - Škoda Fabia RS Rally2                                                                                                 | Caratteristiche tecniche - Škoda Fabia RS Rally2                                                                                                 | Caratteristiche tecniche - Škoda Fabia RS Rally2                                                                                                 | Caratteristiche tecniche - Škoda Fabia RS Rally2                                                                                                 | Caratteristiche tecniche - Škoda Fabia RS Rally2                                                                                                 |
| --------------------------------------------------- | --- | --- | --- | --- | --- |
|                                                     | | | | | |
| Configurazione                                      | | | | | |
| Carrozzeria: 2 volumi a 5 porte                     | Carrozzeria: 2 volumi a 5 porte | Posizione motore: Anteriore posizionato trasversalmente                                                                                          | Posizione motore: Anteriore posizionato trasversalmente                                                                                          | Trazione: Integrale | Trazione: Integrale |
| Dimensioni e pesi                                   | | | | | |
| Posti totali: 2                                     | Posti totali: 2 | Bagagliaio: | Bagagliaio: | Serbatoio: 82,5 litri | Serbatoio: 82,5 litri |
| Meccanica                                           | | | | | |
| Tipo motore: quattro cilindri in linea a ciclo Otto | Tipo motore: quattro cilindri in linea a ciclo Otto                                                                                              | Tipo motore: quattro cilindri in linea a ciclo Otto                                                                                              | Cilindrata: 1,6 cm³ | Cilindrata: 1,6 cm³ | Cilindrata: 1,6 cm³ |
| Distribuzione: bialbero 16 valvole                  | Distribuzione: bialbero 16 valvole | Distribuzione: bialbero 16 valvole | Alimentazione: iniezione diretta elettronica multipoint                                                                                          | Alimentazione: iniezione diretta elettronica multipoint                                                                                          | Alimentazione: iniezione diretta elettronica multipoint                                                                                          |
| Prestazioni motore                                  | Potenza: 214kW (289CV) / Coppia: 430Nm | Potenza: 214kW (289CV) / Coppia: 430Nm | Potenza: 214kW (289CV) / Coppia: 430Nm | Potenza: 214kW (289CV) / Coppia: 430Nm | Potenza: 214kW (289CV) / Coppia: 430Nm |
| Accensione: elettronica                             | Accensione: elettronica | Accensione: elettronica | Impianto elettrico: | Impianto elettrico: | Impianto elettrico: |
| Frizione: a secco                                   | Frizione: a secco | Frizione: a secco | Cambio: sequenziale a 5 velocità con comando meccanico                                                                                           | Cambio: sequenziale a 5 velocità con comando meccanico                                                                                           | Cambio: sequenziale a 5 velocità con comando meccanico                                                                                           |
| Telaio                                              | | | | | |
| Corpo vettura                                       | monoscocca acciaio | monoscocca acciaio | monoscocca acciaio | monoscocca acciaio | monoscocca acciaio |
| Sterzo                                              | a cremagliera | a cremagliera | a cremagliera | a cremagliera | a cremagliera |
| Sospensioni                                         | anteriori: MacPherson / posteriori: MacPherson                                                                                                   | anteriori: MacPherson / posteriori: MacPherson                                                                                                   | anteriori: MacPherson / posteriori: MacPherson                                                                                                   | anteriori: MacPherson / posteriori: MacPherson                                                                                                   | anteriori: MacPherson / posteriori: MacPherson                                                                                                   |
| Freni                                               | anteriori: dischi ventilati da 355mm per le prove su asfalto, da 300mm per le prove su ghiaia o sterrato / posteriori: dischi ventilati da 300mm | anteriori: dischi ventilati da 355mm per le prove su asfalto, da 300mm per le prove su ghiaia o sterrato / posteriori: dischi ventilati da 300mm | anteriori: dischi ventilati da 355mm per le prove su asfalto, da 300mm per le prove su ghiaia o sterrato / posteriori: dischi ventilati da 300mm | anteriori: dischi ventilati da 355mm per le prove su asfalto, da 300mm per le prove su ghiaia o sterrato / posteriori: dischi ventilati da 300mm | anteriori: dischi ventilati da 355mm per le prove su asfalto, da 300mm per le prove su ghiaia o sterrato / posteriori: dischi ventilati da 300mm |
| Prestazioni dichiarate                              | | | | | |
| Velocità: Max 200 km/h                              | Velocità: Max 200 km/h | Velocità: Max 200 km/h | Accelerazione: | Accelerazione: | Accelerazione: |

## Vittorie nei rally

### WRC2
| N° | Stagione | Evento                     | Pilota            | Co-pilota         |
| -- | -------- | -------------------------- | ----------------- | ----------------- |
| 1  | 2023     | Rally di Svezia            | Oliver Solberg    | Elliott Edmondson |
| 2  | 2023     | Rally del Messico          | Gus Greensmith    | Jonas Andersson   |
| 3  | 2023     | Rally del Portogallo       | Gus Greensmith    | Jonas Andersson   |
| 4  | 2023     | Rally di Sardegna          | Andreas Mikkelsen | Torstein Eriksen  |
| 5  | 2023     | Rally d'Estonia            | Andreas Mikkelsen | Torstein Eriksen  |
| 6  | 2023     | Rally di Finlandia         | Sami Pajari       | Enni Mälkönen     |
| 7  | 2023     | Rally dell'Acropoli        | Andreas Mikkelsen | Torstein Eriksen  |
| 8  | 2023     | Rally del Cile             | Oliver Solberg    | Elliott Edmondson |
| 9  | 2023     | Rally dell'Europa Centrale | Nicolas Ciamin    | Yannick Roche     |
| 10 | 2023     | Rally del Giappone         | Andreas Mikkelsen | Torstein Eriksen  |
| 11 | 2024     | Rally di Svezia            | Oliver Solberg    | Elliott Edmondson |
| 12 | 2024     | Safari Rally               | Gus Greensmith    | Jonas Andersson   |
| 13 | 2024     | Rally Liepāja              | Oliver Solberg    | Elliott Edmondson |
| 14 | 2024     | Rally di Finlandia         | Oliver Solberg    | Elliott Edmondson |
| 15 | 2025     | Safari Rally               | Gus Greensmith    | Jonas Andersson   |
| 16 | 2025     | Rally di Sardegna          | Roberto Daprà     | Luca Guglielmetti |
| 17 | 2025     | Rally d'Estonia            | Robert Virves     | Jakko Viilo       |

### ERC
| N° | Stagione | Evento                 | Pilota             | Co-pilota              |
| -- | -------- | ---------------------- | ------------------ | ---------------------- |
| 1  | 2023     | Rally di Polonia       | Mārtiņš Sesks      | Renārs Francis         |
| 2  | 2023     | Rally Liepāja          | Mārtiņš Sesks      | Renārs Francis         |
| 3  | 2023     | Rally Barum Zlín       | Jan Kopecký        | Jan Hloušek            |
| 4  | 2024     | Rally d'Ungheria       | Simone Tempestini  | Sergiu Itu             |
| 5  | 2024     | Rally di Scandinavia   | Oliver Solberg     | Elliott Edmondson      |
| 6  | 2024     | Rally Barum Zlín       | Dominik Stříteský  | Jiří Hovorka           |
| 7  | 2024     | Rally Silesia          | Andrea Mabellini   | Virginia Lenzi         |
| 8  | 2025     | Rally Sierra Morena    | Nikolay Gryazin    | Konstantin Aleksandrov |
| 9  | 2025     | Rally di Polonia       | Mārtiņš Sesks      | Renārs Francis         |
| 10 | 2025     | Rally di Roma Capitale | Giandomenico Basso | Lorenzo Granai         |